# Рорбах (Залфелд)
Рорбах (њем. Rohrbach) општина је у њемачкој савезној држави Тирингија. Једно је од 39 општинских средишта округа Залфелд-Рудолштат. Према процјени из 2010. у општини је живјело 205 становника. Посједује регионалну шифру (AGS) 16073074.

## Географски и демографски подаци
Рорбах се налази у савезној држави Тирингија у округу Залфелд-Рудолштат. Општина се налази на надморској висини од 405 метара. Површина општине износи 3,9 km². У самом мјесту је, према процјени из 2010. године, живјело 205 становника. Просјечна густина становништва износи 53 становника/km².